# Bruno Galván
Emanuel Trípodi (ur. 8 maja 1994 w Buenos Aires) – argentyński piłkarz grający na pozycji bramkarza. Od 2015 roku zawodnik Boca Juniors.

## Kluby
| Sezon | Klub         | Kraj      | Rozgrywki        | Mecze | Bramki |
| ----- | ------------ | --------- | ---------------- | ----- | ------ |
| 2015- | Boca Juniors | Argentyna | Primera División | 0     | 0      |